# Meidoornviltmijt
Meidoornviltmijt (Phyllocoptes goniothorax) is een soort mijt die behoort tot het geslacht Phyllocoptes, die gallen veroorzaakt op de bladeren van meidoorns (Crataegus-soorten). Het werd voor het eerst beschreven door Alfred Nalepa in 1889.

## Beschrijving
Er zijn twee soorten gallen op de bladeren van meidoorns. De mijten overwinteren in een knop of in schorsspleten en komen tevoorschijn om de nieuwe bladeren aan te vallen zodra de knoppen opengaan en vormen strakke rollen aan de rand van de bladeren. Het blad kan veel van deze geelachtige of rode gallen hebben, die van binnen behaard zijn. De mijt kan ook een erineum vormen aan de onderkant van een blad met roodachtige, violette of witte haren met gezwollen punten.

## Waardplanten
De gallen zijn gevonden op veel verschillende soorten meidoorn, waaronder C. coccinoides, C. laevigata, C. macrocarpa, C. monogyna, C. nigra, C. rhipidophylla en C. sanguinea.

## Verspreiding
De mijt komt voor in West-Europa.